# LaserDisc
LaserDisc ili (LD) je format za kućna videa i prvi komercijalni optički disk početno licensiran, prodavan i reklamiran kao MCA DiscoVision (također poznat kao "DiscoVision") 1978 godine u Sjevernoj Americi.
Iako je format bio u stanju pružati video i zvuk više kvalitete nego njegovi suparnici, VHS i Betamax video kazete, LaserDisc nikad nije uspio steći rasprostranjenu upotrebu u Sjevernoj Americi, ponajviše zbog visokih cijena uređaja za reproduciranje i video naslova samih. Također je ostao u velikoj mjeri neprimjetan format u Europi i Australiji. Međutim, bio je mnogo popularniji u Japanu i mnogo bogatijim regijama jugoistočne Azije, poput Hong Konga, Malezije i Singapura. Tijekom 1990-ih u Hong Kongu je bio prevladavajući medij za iznajmljivanje videa.
Tehnologije i koncepti iza LaserDisca su temelji kasnijih optičkih diskova, uključujući Compact Disc, DVD i Blu-ray Disc.